# Droits LGBT au Mali

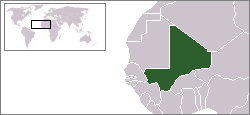
Localisation du Mali.

Les personnes lesbiennes, gays, bisexuelles et transgenres (LGBT) au Mali peuvent faire face à des difficultés légales que ne connaissent pas les résidents non-LGBT.

## Législation sur l'homosexualité
Les relations homosexuelles en privé, entre adultes consentants, et même sans rémunération ne sont pas explicitement interdites.
L'article 179 du code pénal punit l'exhibition sexuelle d'amendes et de prison. Il est parfois utilisé pour réprimer l'expression en public d'affection entre personnes du même sexe[réf. nécessaire].
En raison de la mentalité dominante et des croyances religieuses, l'homosexualité et l'expression de genre non conforme aux traditions sont généralement considérées comme immorales,,.
Une loi visant à criminaliser l'homosexualité est annoncé le 20 août 2022 par le ministre de la justice dans le cadre de l'élaboration d'un nouveau code pénal.
Le 31 octobre 2024, un nouveau Code Pénal ou figure la criminalisation de l'homosexualité est voté par 132 voix en faveur et 1 voix contre. 

## Reconnaissance légale des couples homosexuels
Les couples homosexuels ne bénéficient d'aucune reconnaissance légale[réf. souhaitée].
En effet, la nouvelle constitution de la 4e république du Mali datant du 22 juillet 2023 expose clairement en son chapitre 1 article 9 que "le mariage est l'union entre un homme et une femme".

## Adoption homoparentale
L'adoption homoparentale n'est pas autorisée. L'article 522 du Code des Personnes et de la Famille, interdit aux homosexuels d'adopter des enfants :

« En aucun cas, un homosexuel n’est admis à adopter un enfant sous quelque régime que ce soit. »

## Tableau récapitulatif
| Pénalisation de l’homosexualité                                                     | Depuis 2024 |
| Majorité sexuelle identique à celle des hétérosexuels                               | Non         |
| Interdiction des discours de haine contre les LGBT                                  | Non         |
| Interdiction de la discrimination liée à l'orientation sexuelle à l'embauche        | Non         |
| Interdiction de la discrimination liée à l'identité de genre dans tous les domaines | Non         |
| Mariage civil ou partenariat civil                                                  | Non         |
| Adoption conjointe dans les couples de personnes de même sexe                       | Non         |
| Adoption par les personnes homosexuelles célibataires                               | Non         |
| Droit pour les gays de servir dans l’armée                                          | Non         |
| Droit de changer légalement de genre (après stérilisation)                          | Non         |
| Gestation pour autrui pour les gays                                                 | Non         |
| Accès aux FIV pour les lesbiennes                                                   | Non         |
| Autorisation du don de sang pour les HSH                                            | Non         |